# Давыдов, Дмитрий Павлович
Дми́трий Па́влович Давы́дов (1811, Ачинск, Российская империя — 1 [13] июня 1888 или 1 июля 1888, Тобольск) — русский этнограф, поэт и учитель, дворянин. Родственник поэта Дениса Давыдова и декабриста В. Л. Давыдова.

## Биография
Дмитрий Павлович Давыдов родился в городе Ачинске Томской губернии. Из дворян Рязанской губернии. Отец Павел Васильевич Давыдов был назначен в Сибирь для исследования возможности соединения Енисея с Тазом и для приучения инородцев к употреблению в пищу хлеба. На пути в Сибирь, когда Павел Васильевич уже был в Томской губернии, у него родился сын Дмитрий.
С 1826 года служил писцом в Ачинском окружном суде. В 1830—1833 годах работал учителем в Троицкосавском и Верхнеудинском уездных училищах. Переехал в Якутск, где с 1834 по 1845 год занимал должность штатного смотрителя якутских училищ. В 1846 году вернулся в Забайкалье, где был назначен штатным смотрителем (директором) Верхнеудинского уездного училища. Оставался в должности до 1859 года.
В 1844—1846 годах работал в Северо-Восточной Сибирской экспедиции. С 1851 года — член Сибирского отделения Русского географического общества. Занимался изучением нравов, фольклора и быта народов Сибири. Производил археологические исследования на реках Селенге и Уде. В 1843 году издал «Русско-якутский словарь».
В 1859 году вышел в отставку и переехал в Иркутск, где прожил около 20 лет. В 1861 году поэт потерял зрение, в течение 8 лет был прикован к постели. Когда руки и ноги стали действовать, слепой Дмитрий Павлович в конце 1870-х годов переселился в Тобольск.
В 1871 году в Иркутске вышла книга Дмитрия Давыдова «Поэтические картины». Книга автобиографического характера была продиктована им и записана его дочерью.
Скончался в 1888 году в Тобольске.
Большая часть архива Давыдова до нас не дошла: в 1861 году его рукописи сгорели в пожаре в Варшаве, а в 1870 году во время наводнения в Иркутске погибли рукописи научных изысканий и собранные во время экспедиций материалы, а также библиотека и инструменты. Многое из литературного наследия Давыдова утрачено.

## Труды

### Книги
- Амулет. Казань, 1856;
- Амулет // Золотое руно. — 1857. — № 4;
- Ширэ гуйлгуху, или Волшебная скамеечка. Верхнеудинск, 1859 — сатирическая поэма (напечатана в Казани);
- Поэтические картины. Иркутск, 1871;
- Стихотворения. Вступит. статья, редакция и примеч. Ф. Кудрявцева, Иркутск, 1937.

### Научные
В «Записках Сибирского отделения РГО» печатались:
- «О древних памятниках и могильных остатках аборигенов Забайкальской области в Верхнеудинском округе»,
- «Обон»
- «О начале развития хлебопашества в Якутской области».

## Интересные факты
- Перу Давыдова принадлежат стихотворения и поэмы, в которых отражены предания народов Сибири.
- Самым известным произведением Давыдова стало стихотворение «Думы беглеца на Байкале», в изменённом виде ставшее с 1860-х годов народной песней «Славное море — священный Байкал».